# Josef Böhm (Politiker, 1887)
Josef Böhm (* 19. März 1887 in Fünfhaus, jetzt Wien; † 13. Oktober 1954 in Bremen) war ein deutscher Politiker (SPD).

## Biografie

### Ausbildung und Beruf
Böhm wurde als Sohn des Bäckers Georg Böhm und seiner Ehefrau Anna geb. Macoun im österreichischen Fünfhaus einem Vorort von Wien geboren. Er besuchte die Bürgerschule in Wien und nach dem Tode seiner Eltern in Graz, wo er bei seinem Onkel lebte. Er absolvierte ab 1900 in Eger eine Tischlerlehre und ging nach deren Abschluss 1903 auf Wanderschaft.
Seit 1904 lebte er in Bremen, wo er zunächst bei kleineren Tischlereien und später in der Möbelfabrik J. H. Schäfer & Co beschäftigt war. 1915 wurde er zum Kriegsdienst im Ersten Weltkrieg eingezogen, in dem er nach einer schweren Verwundung 1916 in russische Kriegsgefangenschaft geriet. Als er nach Beginn der Oktoberrevolution aus der Kriegsgefangenschaft freigelassen wurde, wurde er zum Vorsitzenden des zentralen deutschen Soldatenrates in Moskau gewählt. Nach seiner Rückkehr nach Bremen im August 1919 arbeitete er wieder bei J. H. Schäfer & Co. Im November 1922 erhielt er die deutsche Staatsbürgerschaft.
Nach einer Tätigkeit bei der SPD von 1945 bis 1949 war er anschließend als Preisprüfer in der bremischen Wirtschaftsbehörde tätig.
Böhm war seit dem 19. August 1911 mit Marie Wilhelmine geb. Heuers (1891–1977) verheiratet. Die Eheschließung fand in Bremen statt. Josef Böhm verstarb am 13. Oktober 1954 um 08:50 Uhr in der städtischen Krankenanstalt in Bremen-Peterswerder im Alter von 67 Jahren an den Folgen eines Verkehrsunfalls. Er wohnte zuletzt in der Delmestraße 150 in Bremen.

### Politik
Böhm trat 1905 der SPD bei und war 1908 Mitbegründer der Sozialistischen Arbeiterjugend. Er fungierte von 1908 bis 1915 als Vorstandsmitglied der Partei im Distrikt Bremen und der Filiale des Holzarbeiterverbands sowie des Gewerkschaftskartells in Bremen.
Er schloss sich im Ersten Weltkrieg der USPD an. Als sich die USPD 1922 wieder der SPD anschloss, ging auch Böhm diesen Weg mit. Ab 1920 arbeitete er als USPD-Parteisekretär und von 1922 bis 1933 in der gleichen Funktion für die SPD.
Es gelang Böhm nach der nationalsozialistischen „Machtergreifung“ rechtzeitig vor der Durchsuchung der Geschäftsstelle der bremischen SPD die Abonnentenkartei der Bremer Volkszeitung und die Mitgliederkartei des SPD-Ortsvereins zu verbrennen. Außerdem beauftragte er die örtlichen Kassierer, sämtliche Unterlagen zu vernichten, um so die Verfolgung vieler Parteimitglieder durch die neuen Machthaber zu verhindern.
Er wurde am 12. Mai 1933 mit dem gesamten bremischen SPD-Vorstand (u. a. Wilhelm Kaisen) in Haft genommen und bis zum 14. Oktober 1933 im Konzentrationslager Ochtumsand festgehalten. Nach der Freilassung war er zunächst arbeitslos, erhielt dann aber wieder eine Stellung bei J. H. Schäfer & Co. Am 22. August 1944 wurde er erneut festgenommen und bis zum 4. September 1944 im Arbeitserziehungslager Farge interniert.
Nach dem Zweiten Weltkrieg beteiligte er sich am Wiederaufbau der SPD in Bremen, deren Landesvorstand er ab 1949 angehörte. Von 1945 bis 1949 war er erneut bei der SPD beschäftigt. Er war Lizenzträger und Redakteur der neuen Parteizeitung Bremer Volksstimme.
Böhm gehörte von 1923 bis 1933 und erneut 1946/47 sowie von 1951 bis 1954 (†) der Bremischen Bürgerschaft an. Von 1947 bis 1949 war er Mitglied des Parlamentarischen Rats beim Länderrat des amerikanischen Besatzungsgebietes.
Ehrungen
Die Josef-Böhm-Straße in Bremen – Obervieland wurde 1964 nach ihm benannt.